# Дрндава
Дрндава (словац. Drndava) — річка; ліва притока Драгожиці, протікає в окрузі Партизанське.
Довжина приблизно 3,5—4,0 км. Витік знаходиться в масиві Трибеч; схил гори Михайлів-Верх — на висоті приблизно 330 метрів. Впадає Колачнянський потік.
Протікає територією сіл Колачно і Великі Угерці..